# Vinterriket
Vinterriket es una banda alemana de Dark Ambient y Ambient Black Metal fundada el año 1996 por su líder y único integrante: Christoph Ziegler. 'Vinterriket' significa 'El Reino del Invierno' en sueco y noruego.

## Discografía
La discografía de Vinterriket es bastante larga considerando que comenzó a editar material el año 2000. Hasta 2025 Vinterriket ha editado 7 demos, 13 EP, 12 álbumes de estudio, 20 splits, 14 recopilaciones y un DVD.

### Álbumes de estudio
- ...und die Nacht kam Schweren Schrittes (2002)
- Winterschatten (2003)
- Landschaften Ewiger Einsamkeit (2004)
- Der letzte Winter - Der Ewigkeit entgegen (2005)
- Lichtschleier (2006)
- Gebirgshöhenstille (2008)
- Zeit-Los:Laut-Los (2008)
- Horizontmelancholie (2009)
- Gardarsholmur (2012)
- Entlegen (2013)
- Hinweg (2015)
- Nachtfülle (2019)

- Datos: Q480084